# Caso J.G.G. contra Trump
J.G.G. v. Donald J. Trump es el nombre de una demanda colectiva y de habeas corpus en Estados Unidos interpuesta por cinco venezolanos bajo custodia migratoria, amenazados de expulsión inminente en virtud de la esperada proclamación del presidente Donald Trump invocando la Ley de Enemigos Extranjeros de 1798.

## Caso
La demanda fue presentada por la Unión Estadounidense por las Libertades Civiles (ACLU) y Democracy Forward el 15 de marzo de 2025. El mismo día, Trump anunció que la banda criminal venezolana Tren de Aragua estaba llevando a cabo una "guerra irregular" contra Estados Unidos y que sus miembros en ese país serían deportados bajo la Ley de Enemigos Extranjeros. La administración Trump inició rápidamente el proceso de deportación de venezolanos acusados de pertenecer a la banda en vuelos a El Salvador.
Mientras los vuelos de deportación estaban en camino James Boasberg, el juez principal del Tribunal de Distrito de Estados Unidos para el Distrito de Columbia, fue asignado al caso. Boasberg emitió una medida cautelar que certifica a los inmigrantes venezolanos en Estados Unidos como miembros de un colectivo y prohíbe temporalmente su expulsión del país. Aunque Boasberg ordenó específicamente que todos los aviones en el aire que transportaran a las personas cubiertas por su orden fueran devueltos y que esas personas regresaran a Estados Unidos, la administración Trump permitió que los vuelos continuaran, potencialmente violando la orden judicial. Más de 260 hombres fueron trasladados a El Salvador, donde los migrantes fueron detenidos y enviados al Centro de Confinamiento del Terrorismo (CECOT). Posteriormente, la administración Trump argumentó ante el tribunal que la orden no se aplicaba porque los vuelos se realizaban sobre aguas internacionales. Los críticos del gobierno afirmaron que estaba utilizando indebidamente la autoridad en tiempos de guerra para llevar a cabo sus políticas de inmigración sin el debido proceso. La administración de Trump apeló la orden de restricción temporal ante la Corte de Apelaciones del Distrito de Columbia, y después de que el tribunal rechazara la apelación, la administración presentó una apelación de emergencia ante la Corte Suprema de los Estados Unidos, que anuló la orden de restricción temporal de Boasberg, pero dijo que los futuros deportados deben ser notificados a tiempo de que pueden solicitar un recurso de habeas corpus.
El 24 de marzo, el juez Boasberg dictaminó que el gobierno no puede deportar a nadie en virtud de la Ley de Enemigos Extranjeros sin una audiencia. El 3 de abril, estaba considerando iniciar un procedimiento por desacato contra la administración Trump.

### Caso principal
- U.S. District Court for the District of Columbia, J.G.G. v. Trump, 1:25-cv-00766
- U.S. Court of Appeals for the District of Columbia Circuit, J.G.G. v. Trump, 25-5067
- U.S. Supreme Court, Trump v. J.G.G., 24A931

### Casos posteriores
- U.S. District Court for the District of Colorado, D.B.U. v. Trump, 1:25-cv-01163
- U.S. District Court for the Southern District of New York, G.F.F. v. Trump, 1:25-cv-02886
- U.S. District Court for the Southern District of Texas, J.A.V. v. Trump, 1:25-cv-00072